# Euryopis notabilis
Euryopis notabilis là một loài nhện trong họ Theridiidae.
Loài này thuộc chi Euryopis. Euryopis notabilis được Eugen von Keyserling miêu tả năm 1891.